# Colegio Mayor Ximénez de Cisneros
El Colegio Mayor Ximénez de Cisneros es uno de los cinco colegios mayores de fundación directa de la Universidad Complutense de Madrid. Está situado en la Ciudad Universitaria de Madrid (España). Heredero de la Residencia de Estudiantes, se trata del primer Colegio Mayor de Madrid y aloja hasta un máximo de 104 colegiales. Su nombre hace referencia al cardenal castellano Francisco Jiménez de Cisneros (1436-1517), fundador de la primitiva Universidad Complutense en Alcalá de Henares (Complutum).

## Historia
Tras la guerra civil española, la Residencia de Estudiantes pasó a llamarse Residencia «Jiménez de Cisneros», estando aún en la sede de la calle Pinar de Madrid. El nacimiento oficial del Colegio se produce mediante disposiciones oficiales que regulan el funcionamiento de los Colegios Mayores y en concreto por el decreto de 19 de febrero de 1942 «por el que se confirman y crean diversos Colegios Mayores en las universidades».No obstante, el proyecto concreto de construcción del Colegio no se dará oficialmente hasta el surgimiento de la Orden del 14 de agosto de 1942 «por la que se dispone que las residencias masculina Jiménez de Cisneros y femenina Teresa de Cepeda pasen a ser los Colegios Mayores Jiménez de Cisneros y Santa Teresa de Jesús de la Universidad de Madrid», firmada por el ministro de Educación, José Ibáñez Martin. Su primer director fue Pedro Laín Entralgo (1940-1943), ayudado por Alfredo Sánchez Bella. El objetivo fue que el Jiménez de Cisneros fuera un centro modelo en el marco del impulso a la institución de los colegios mayores en la posguerra española.
Antes de la guerra, se había proyectado y empezó a construirse un nuevo edificio para la Residencia de Estudiantes en la ciudad Universitaria de Madrid, según proyecto de Luis Lacasa Navarro. Dicha obra se interrumpió, antes de su finalización, por la guerra, que tuvo en la zona uno de sus frentes más activos. Al término de la guerra se encarga la reconstrucción de dicho edificio al arquitecto J. Barroso. El 12 de octubre de 1943 es inaugurado el Colegio Mayor «Jiménez de Cisneros», en su ubicación actual, por Francisco Franco.
Al principio, aunque el edificio del Colegio está entero construido, solo los pabellones de la parte norte y la mitad contigua del pabellón central se utilizan, estando el resto sin acondicionar. Más tarde, en el año 1951, se habilita la parte sur, constituyéndose el Colegio Mayor «Antonio de Nebrija» a partir de algunos colegiales procedentes del Cisneros.
La configuración original del edificio se conservó hasta el año 2000, cuando se inicia la reforma de los tres pabellones de dormitorios. Durante tres cursos se remodelaron dichos pabellones uno a uno, instalándose cuartos de baño en cada habitación y construyéndose nuevas salas comunes.
Hasta hoy han pasado por este Mayor 80 promociones de colegiales.

### El marco: la Ciudad Universitaria
En 1936, antes de que la guerra destrozara su recinto, la Ciudad Universitaria tenía tres campos y una piscina. En marzo de 1942, el ministro de Educación inauguró las primeras pistas nuevas con motivo de los juegos universitarios, que eran algo así como una olimpiada escolar. Las obras de construcción habían comenzado en noviembre de 1940. En enero de 1941 quedaba trazado el plan de conjunto. Se abrieron las pistas de atletismo, baloncesto y rugby. Más adelante fueron inauguradas otras tres pistas dedicadas a la práctica del fútbol y hockey, frontón y tenis.
El plan general de la Ciudad Universitaria se componía de los siguientes núcleos parciales, en uno de los cuales se incluía el proyecto de construcción del Colegio Mayor.
I.—Grupo mayor principal: Formado por el Rectorado, Paraninfo y biblioteca universitaria y las facultades de Filosofía y Letras, Ciencias y Derecho. Es como la cabeza de la universidad y constituye el principal fondo de toda la composición arquitectónica. El Paraninfo, nunca construido, se pensó con una sala capaz para tres mil personas y la biblioteca estaba proyectada para albergar un millón de volúmenes.
II.—Grupo médico: Integrado por las facultades de Medicina, Farmacia y Escuela de Odontología. Se relaciona directamente con el Hospital Clínico, con acceso público independiente de la zona universitaria y conectado con vías importantes de la ciudad. A este grupo se incorporó posteriormente la Facultad de Veterinaria.
III.—Grupo de Bellas Artes: Comprende la Escuela de Arquitectura y la de Pintura, Escultura y Grabado.
IV.—Grupo de residencias y deportes: Las primeras tendrían cabida para 1500 estudiantes y estarían inmediatas a los campos de juego, organizados según las reglas internacionales. La residencia estudiantil era la Residencia de Estudiantes y, posteriormente, los colegios mayores, que resurgieron al amparo de la nueva ordenación universitaria. En principio se levantaron dos: el «Ximénez de Cisneros» para chicos, y el «Isabel la Católica» para chicas. En los papeles que proyectan la Ciudad Universitaria se explica que estos Colegios Mayores «albergues de Minerva y criaderos de hombres ilustres, como se les denominó en el Siglo de Oro de nuestro renacer Científico, tendrían a su cargo la función educativa plena de los escolares: su formación religiosa, la política, la social, la estética, la física y deportiva y la de trabajo».
Además de estos grupos principales existirían los siguientes edificios complementarios: Casa del Deporte, Casa del SEU, con comedores; residencias de profesores, pabellón de comunicaciones… por decisión ministerial se elevarían en la Ciudad Universitaria el Museo de América, y las Escuelas de Ingenieros de Montes, Navales y Agrónomos. Las viviendas para el profesorado universitario se levantarían en la calle Isaac Peral. El proyecto comprendía tres grupos de 28 viviendas cada uno y algunos chalets. Las casas serían arrendadas a los catedráticos a precios asequibles.

## Edificio
El proyecto original, obra de Luis Lacasa Navarro, estaba pensado para albergar la nueva sede de la Residencia de Estudiantes en la Ciudad Universitaria de la capital. Las obras fueron paralizadas durante la Guerra Civil, tras la cual se encarga la reconstrucción del edificio al arquitecto J. Barroso. El colegio actual se encuentra en la parte norte del edificio, mientras que la sur está ocupada desde 1951 por el colegio mayor Antonio de Nebrija.
El edificio sufrió una importante reforma entre los años 2000 y 2003, durante los cuales se remodelaron los tres pabellones de dormitorios.

## Actividades
Además de dar alojamiento y manutención a los estudiantes, el Colegio Mayor promueve en gran medida el estudio, la perseverancia en el trabajo y la educación integral de sus colegiales, realizando actividades culturales y deportivas diversas. Para ello, se organiza internamente en sociedades, cada una de las cuales se estructura sobre un tema diferente (deportes, cine, fotografía, iniciativas culturales, informática, etc.) y en las que los colegiales se involucran voluntaria y activamente, además estos también participan en la aprobación y gestión del presupuesto de las mismas.

## Rugby en el Cisneros
El colegio mayor es conocido por la gran relevancia de sus equipos dentro del mundo del rugby universitario español. El rugby, deporte por excelencia en el mayor desde los años 50, constituye la seña de identidad del Mayor. Asimismo, y atendiendo al carácter que éste tiene como deporte tradicional universitario, el colegio hace hincapié en él, y por ello tiene dos equipos que compiten en las competiciones universitarias. Además, existe la posibilidad de jugar a nivel federado a través del Club de Rugby Cisneros. Por otro lado, el primer equipo ha sido líder indiscutible durante muchísimos años tanto de la competición de Colegios Mayores de Madrid como del torneo Alfonso XIII de la Universidad Complutense.
El colegio es asimismo sede del Club de Rugby Cisneros y aloja a algunos de sus jugadores.

## Colegiales ilustres
- Torcuato Fernández-Miranda Hevia, político. Presidente del Gobierno interino, arquitecto de la Transición democrática en España.[6]
- Emilio Lledó Íñigo, filósofo. Miembro de la Real Academia Española, Premio Princesa de Asturias de Humanidades, 2015.[7]
- José Manuel Caballero Bonald, poeta.[7]
- José Ángel Valente, escritor, poeta, ensayista y traductor, Premio Príncipe de Asturias de las Letras 1988.
- Alfredo Sánchez Bella, político, ministro de Información y Turismo durante la dictadura franquista.
- Eduardo Chillida, escultor.
- Blas Piñar López, jurista y político, diputado en Cortes (1979-1982).[6]
- Manuel Summers, director de cine.[8]
- Alfredo Castellón Molina, director de cine y realizador de TV.
- Juan Ignacio Tena Ybarra, diplomático.
- Enrique Curiel, profesor y político.